# Nesticus uenoi
Nesticus uenoi är en spindelart som beskrevs av Takeo Yaginuma 1972. Nesticus uenoi ingår i släktet Nesticus och familjen grottspindlar. Inga underarter finns listade i Catalogue of Life.